# Kaitlin Cullum
Kaitlin Cullum (Los Ángeles, California, 24 de junio de 1986) es una actriz estadounidense. Como actriz infantil es reconocida por su rol de Libby Kelly en la serie cómica Grace Under Fire. Su hermana mayor, Kimberly, también se dedica a la actuación y se destacó como actriz infantil.
Otros de sus créditos en televisión incluyen participación en 7th Heaven, The Amanda Show, Malcolm in the Middle y un rol recurrente en 8 Simple Rules. Participó en las películas A Little Princess, Galaxy Quest y en la película para televisión Growing Up Brady, interpretando a Eve Plumb.

## Filmografía
| Año  | Título                | Rol                            | Notas                                                                                 |
| ---- | --------------------- | ------------------------------ | ------------------------------------------------------------------------------------- |
| 1993 | Grace Under Fire      | Elizabeth Louise 'Libby' Kelly | 112 episodios                                                                         |
| 1995 | A Little Princess     | Ruth                           |                                                                                       |
| 1999 | 7th Heaven            | Cindy                          | Episodio: "There Goes the Bride: Part 1"                                              |
| 1999 | Galaxy Quest          | Katelyn                        |                                                                                       |
| 2000 | Growing Up Brady      | Eve Plumb                      | Película para TV                                                                      |
| 2000 | The Amanda Show       |                                | Episodio 2.22                                                                         |
| 2003 | 8 Simple Rules        | Alison Doyle                   | Episodio: "The Doyle Wedding"                                                         |
| 2004 | 8 Simple Rules        | Beth Doyle                     | Episodio: "Opposites Attract: Part 3: Night of the Locust" Episodio: "Finale Part Un" |
| 2004 | Malcolm in the Middle | Stephanie                      | Episodio: "Softball"                                                                  |
| 2013 | Jug Face              | Christie                       |                                                                                       |